# Чероки Сити (Арканзас)
Чероки Сити (енгл. Cherokee City) насељено је место без административног статуса у америчкој савезној држави Арканзас.

## Демографија
По попису из 2010. године број становника је 72.
| Група             | 2000.    | 2010.      |
| Белци             | 0 (0,0%) | 64 (88,9%) |
| Афроамериканци    | 0 (0,0%) | 0 (0,0%)   |
| Азијати           | 0 (0,0%) | 0 (0,0%)   |
| Хиспаноамериканци | 0 (0,0%) | 2 (2,8%)   |
| Укупно            | 0        | 72         |